# حسابداری صنعتی
حسابداری صنعتی، یا حسابداری بهای تمام‌شده، شاخه‌ای از علم و فن حسابداری است که وظیفه جمع‌آوری اطلاعات مربوط به عوامل هزینه و محاسبه بهای تمام شده محصولات و خدمات را بر عهده داشته با و تجزیه و تحلیل گزارش‌ها و بررسی راه‌های تولید روشهای تقلیل بهای تمام شده تولیدات را بیان می‌کند.

## تاریخچه
حسابداری صنعتی با شکل‌گیری انواع صنایع پس از انقلاب صنعتی به وجود آمد. هدف از ایجاد این علم کشف مبلغ هزینه تمام‌شده و در نهایت مبلغ فروش مناسب بود. این یکی از پیچیده‌ترین و حیاتی‌ترین شاخه‌های حسابداری است که مدیران زیادی از آن بهره می‌گیرند.

## حسابداری بهای تمام‌شده
نوعی حسابداری مدیریتی است که قصد دارد با ارزیابی هزینه های متغیر هر مرحله از تولید و همچنین هزینه های ثابت مانند هزینه اجاره نامه، کل هزینه تولید یک شرکت را جذب کند.

## اهمیت حسابداری بهای تمام شده
مدیران با استفاده از حسابداری صنعتی، یا حسابداری بهای تمام شده، بهای تولیدات را محاسبه می‌کنند و کنترل خود را بر روی هزینه‌های مواد، دستمزد و سایر هزینه‌های تولید اعمال می‌کنند. مدیران اگر گزارشات دقیق و صحیحی از عوامل هزینه نداشته باشند در تصمیم‌گیری برای افزایش تولید یا سایر تصمیم‌گیری‌ها و راه انجام تصمیمات خود با مشکل مواجه خواهند شد.

## کاربرد حسابداری بهای تمام شده
گاهی تصور می‌شود کاربرد حسابداری صنعتی و بهای تمام شده محدود به کارخانجات و صنایع تولیدی می‌باشد هرچند شاید مشهورترین کاربرد آن در این جهت باشد ولی سایر مؤسسات نیز از حسابداری بهای تمام شده بهره برده و از روشهای حسابداری بهای تمام شده در بانک‌ها، شرکت‌های بیمه، عمده‌فروشی‌ها، شرکت‌های حمل و نقل، شرکت‌های هواپیمایی، دانشگاه‌ها و بیمارستان‌ها در جهت کارایی بیشتر استفاده می‌گردد.
از جمله کتابهای معروف در زمینه حسابداری صنعتی با تأکید بر مسایل مدیریتی می‌توان از کتاب معروف چارلز تی هورن گرن جورج فاستر سریکانت ام داتار ترجمه دکتر بزرگ اصل و دکتر پارسائیان می‌باشد. 

## روشهای حسابداری صنعتی عبارتند از
1. هزینه یابی جذبی
2. هزینه یابی مستقیم
3. هزینه یابی برآوردی یا تخمینی
4. هزینه یابی سفارش کار
5. هزینه یابی مراحل تولید یا مرحله ای
6. هزینه یابی استاندارد
7. هزینه یابی بر مبنای فعالیت

## حسابداری صنعتی جامع (FCA)
حسابداری صنعتی جامع (FCA) به‌طور کلی فرایند جمع‌آوری و ارائه اطلاعات (هم هزینه‌ها و هم درآمدها) مورد نیاز جهت تصمیم‌گیری اطلاق می‌شود.
حسابداری صنعتی جامع در برگیرنده چند مفهوم کلیدی است که آن را از تکنیک‌های استاندارد حسابداری متمایز می‌کند. موارد زیر اصول اساسی FCA را مشخص می‌کنند:
۱- حسابداری هزینه‌ها، نه فقط مخارج و پرداخت‌ها.
۲- حسابداری هزینه‌های پنهان و ظاهری
۳- حسابداری هزینه‌های غیر مستقیم و سربار
۴- حسابداری مخارج گذشته و آینده.
۵- حسابداری هزینه‌ها بر طبق چرخه عمر محصول